# Kärrskäggriska
Kärrskäggriska (Lactarius scoticus) är en svampart som beskrevs av Berk. & Broome 1879. Kärrskäggriska ingår i släktet riskor och familjen kremlor och riskor.  Arten är reproducerande i Sverige. Inga underarter finns listade i Catalogue of Life.

## Källor

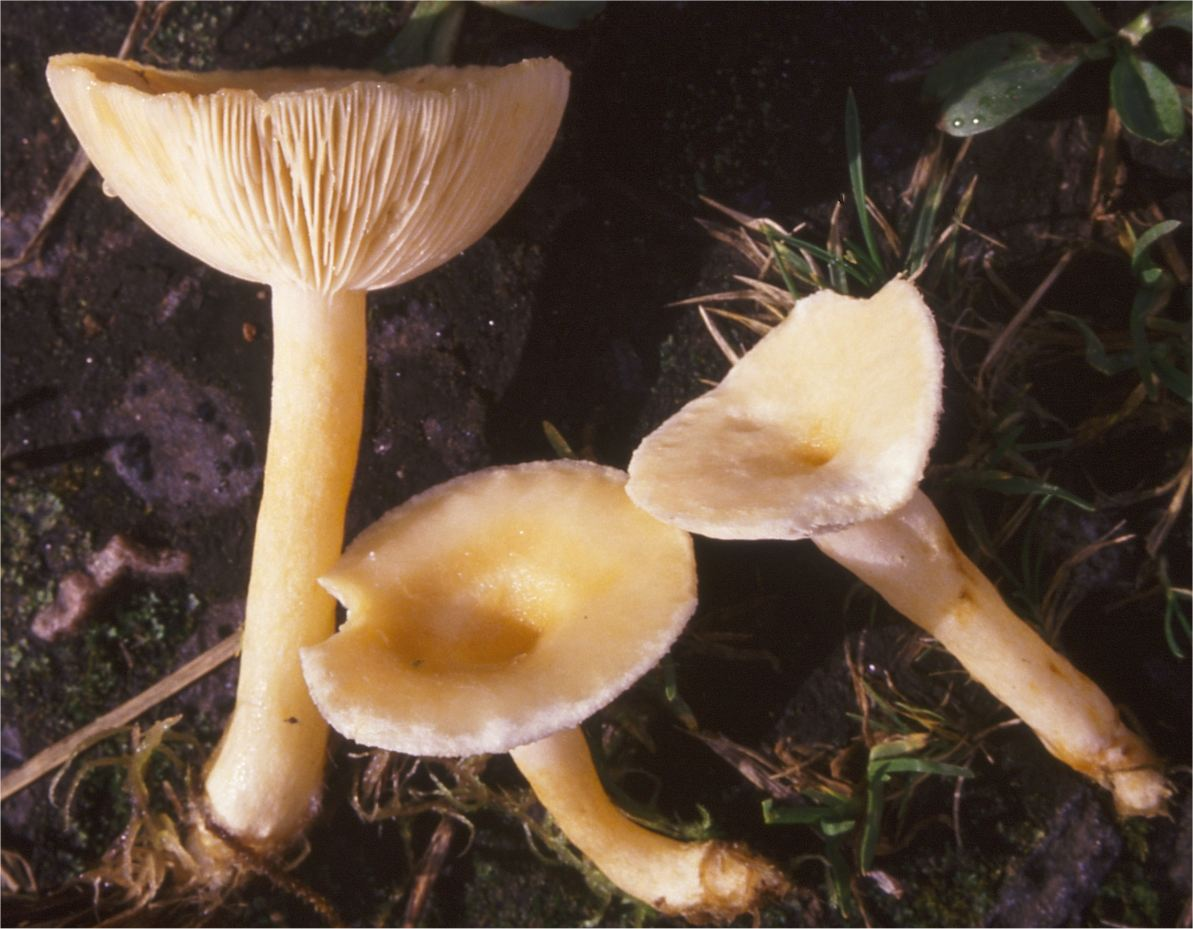
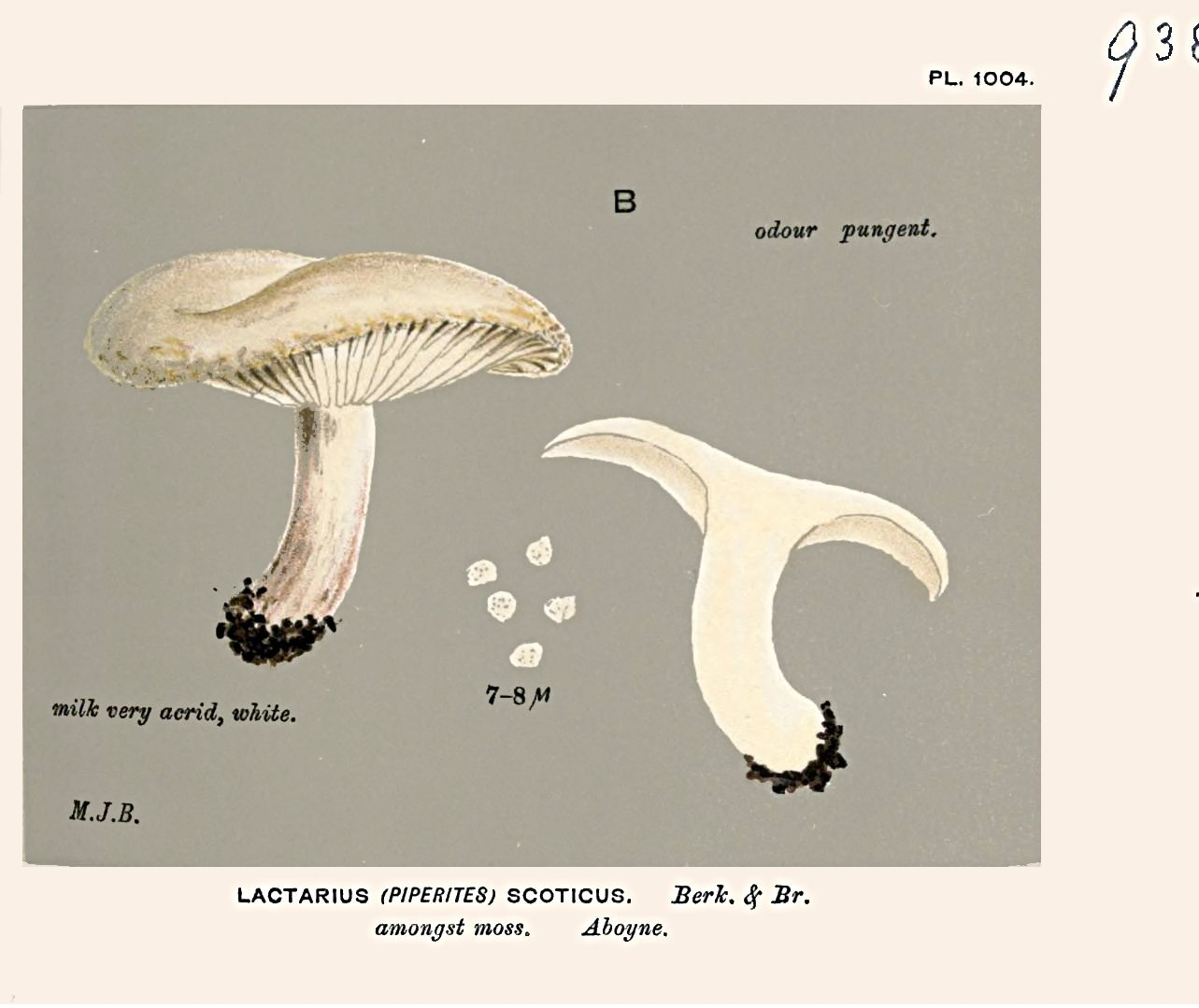
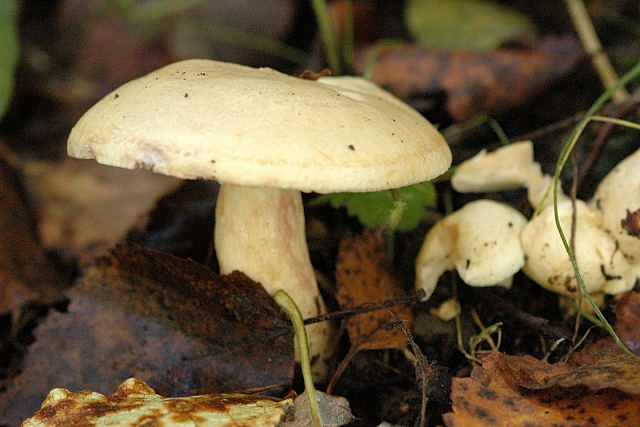
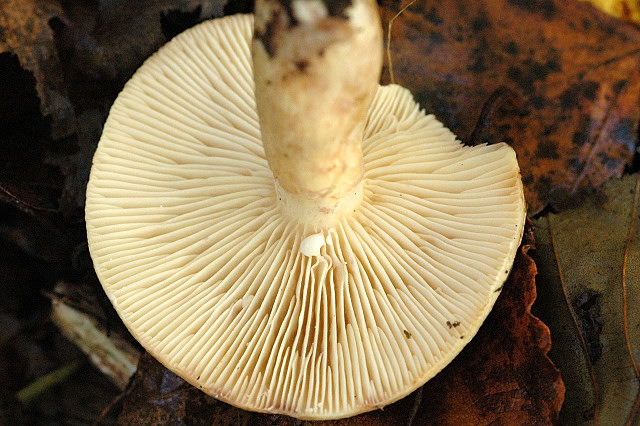